# Блэкмен, Стив
Стив Блэкмен (англ. Steve Blackman, род. 28 сентября 1963, Эннвилл) — американский инструктор по боевым искусствам, поручитель и бывший рестлер. Наиболее известен по выступлениям в World Wrestling Federation (WWF) с 1997 по 2002 год, где он был частым претендентом на второстепенные титулы. Он шесть раз становился хардкорным чемпионом WWF и является рекордсменом по количеству дней пребывания в статусе чемпиона — 172 дня.

## Карьера в рестлинге
Дебютировал в WWF 9 марта 1988 года, победив Дэвида Саммартино. Блэкмен рассматривался на предмет заключения контракта с компанией, но заболел заболел малярией и дизентерией во время выступлений в ЮАР в 1989 году и был практически прикован к постели в течение двух лет.
После восстановления, во время которого он потерял большую часть мышечной массы, Блэкмен провел еще четыре года физиотерапии, чтобы восстановить свое состояние, и включил тренировки по боевым искусствам, в частности эскриму и тхэквондо. Вернувшись в форму, он обратился к своим друзьям Брайану Пиллману и Оуэну Харту с предложением попробовать себя в WWF.

### World Wrestling Federation/Entertainment (1997—2002)
Второй дебют Блэкмена в WWF состоялся 3 ноября 1997 года в эпизоде Raw is War, когда он перепрыгнул через ограждение, чтобы помочь Вейдеру отразить нападение «Основания Хартов». Блэкману получил образ мастера боевых искусств и назвали «Смертельное оружие» Стив Блэкмен. Его первое появление на PPV-шоу состоялось на Survivor Series 1997 года, когда он заменил травмированного Патриота в качестве четвертого члена «Команды США» (Вейдер, Голдаст и Марк Меро).

## Личная жизнь
Блэкмен женат и имеет дочь. Занимался карате. Практиковал стиль сётокан. Имеет 3-й дан и чёрный пояс.Блэкмен работает поручителем в центральном районе Пенсильвании.

## Титулы и достижения
- Pro Wrestling Illustrated
  - #70 в списке 500 лучших рестлеров 2001 года по версии PWI[7][8]
- Stampede Wrestling
  - Stampede British Commonwealth Heavyweight Championship (1 раз)
- World Wrestling Federation
  - Хардкорный чемпион WWF (6 раз)

## В компьютерных играх
Появлялся в семи компьютерных играх WWE: WWF Attitude, WWF WrestleMania 2000, WWF SmackDown!, WWF No Mercy, WWF SmackDown! 2: Know Your Role, WWF SmackDown! Just Bring It и WWE Raw.